# María Dolores Sánchez López
María Dolores Sánchez López (Puertollano, 8 de marzo de 1958) es una profesora y política española.

## Biografía
Nacida en el municipio ciudadrealeño de Puertollano el 8 de marzo de 1958, es profesora de secundaria y desde 1976 está afiliada al PSOE y a la UGT. Es miembro fundador de la Federación de Mujeres Progresistas. Fue diputada del Parlamento de Andalucía entre el 28 de diciembre de 1982 y el 22 de mayo de 1986. En las elecciones generales de 1986 fue elegida diputada del PSOE por la circunscripción electoral de Málaga y repitió sucesivamente en las de 1989, 1993 y 1996.